# Карпы кои
Карпы кои (яп. 鯉 или コイ кои) или, более точно, парчовый карп (яп. 錦鯉 нисикигои) — декоративные одомашненные рыбы, выведенные из амурского подвида сазана (Cyprinus carpio). Карпом кои считается рыба, прошедшая 6 селекционных отборов, после чего ей присваивается определённая категория.
В настоящее время в Японии существует много разновидностей кои, но из них за стандарт принято считать только четырнадцать цветных форм и раскрасок.

## История возникновения
Примерно 2500 лет назад карпы были завезены в Китай с территорий, прилегающих к Каспийскому морю. Достоверно неизвестно, когда карп появился в Японии, первые письменные упоминания о нём относятся к XIV—XV векам н. э. Предполагают, что карп был завезён в Японию переселенцами из Китая. Японцы назвали его «Магои» — чёрный карп. Позднее японские крестьяне стали выращивать его в искусственных водоёмах для употребления в пищу. В труднодоступных горных районах карпы зачастую были единственной белковой пищей, как, например, в префектуре Ниигата.

## Декоративное разведение
Иногда в силу естественных мутаций у некоторых карпов появлялись различные отклонения в окраске. Такие рыбы с нестандартным рисунком не шли в пищу и содержались в основном для декоративных целей. Постепенно выращивание цветных карпов переросло в увлечение крестьян. Хозяева скрещивали своих рыб, получая при этом новые цветовые вариации. Данное увлечение стало популярным также в среде купцов и знати и постепенно распространилось по всей Японии. Иногда карпы кои, содержавшиеся в прудах замков во времена постоянных феодальных войн, рассматривались хозяевами как неприкосновенный запас пищи на случай длительной осады. Токийская выставка Тайсё 1914 года впервые представила цветных кои вниманию широкой публики. Сейчас во многих странах действуют клубы и ассоциации любителей кои, проводятся выставки и шоу.

## Оценка качества кои
Порядок оценки
1. Строение тела
- общее сложение Кои — форма головы, тела и плавников, включая их относительные пропорции.

Более сильное тело самки кои имеет преимущество. Самцы, как правило, генетически не могут набрать необходимое количество объёма, пригодного для участия в соревновании. Размер и форма плавников должна быть пропорциональна телу. Форма головы не должна быть слишком короткой, длинной или искривленной в одну сторону. При рассматривании кои сверху тело должно быть ровным и пропорциональным с обеих сторон, одна сторона не может быть более массивной, чем другая.
2. Цвет и рисунок
- внешний вид и текстура кожи

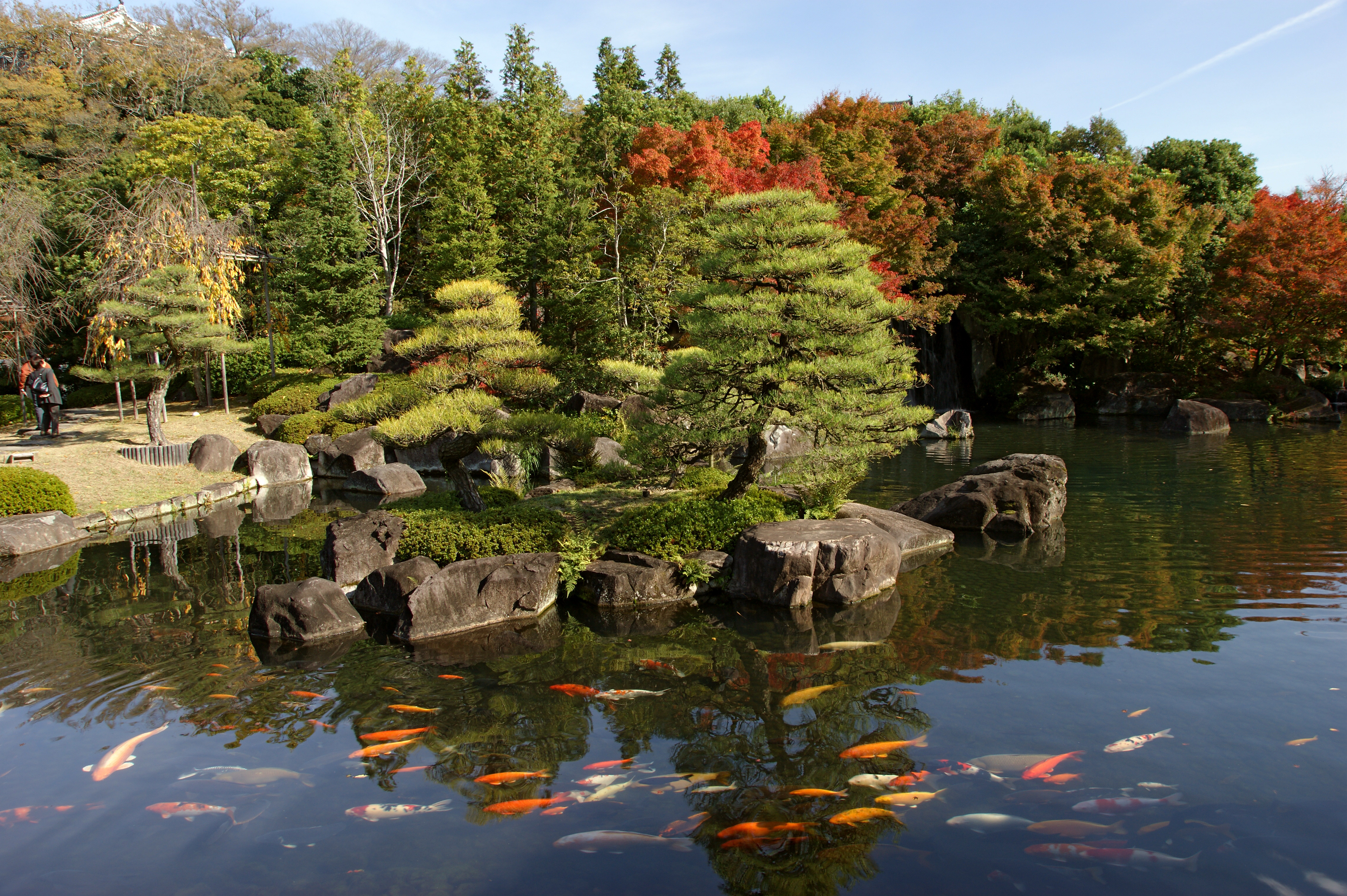
Карпы кои в японском парке Коко-эн (Химэдзи, префектура Хёго)

Качество кожи и глубокие и яркие цвета оцениваются в первую очередь. Также оценивается само сочетание цветов. Кожа должна блестеть здоровым блеском.
- качество цветов, узоров, краев узоров и баланса узора

Цветные пятна должны быть чётко ограниченными. Чистые, четкие границы самые предпочтительные. Цветовые пятна должны быть сбалансированными. Не допускаются «тяжёлые» участки спереди, посередине или в хвосте рыбы. Рисунок должен быть пропорциональным телу рыбы, то есть на крупной рыбе должен быть крупный рисунок.
3. Качество
- требования к внешнему виду, специфичные для каждой породы, или характеристики породы
- осанка, или то, как кои держит себя в воде и как он плавает
- впечатление, которое каждый кои оказывает — характеристика, которая суммирует все пункты оценки

## Классификация кои
Насчитывается более 80 пород кои. Для удобства их разделяют на следующие 16 групп, объединённых по одной или несколькими общими характеристикам:
- Кохаку (яп. 紅白 Ко:хаку) — отличается белым цветом, с однородным узором красного или оранжево-красного оттенка, который имеет четко выраженные границы. В зависимости от характера узора различают девять подвидов кохаку.
- Тайсё Сансёку (яп. 大正三色 Тайсё: сансёку) — карп кои белоснежного цвета, на теле которого можно увидеть многочисленные красные или чёрные пятна.
- Сёва Сансёку (яп. 昭和三色 Сё:ва сансёку) — представляет чисто чёрный оттенок, с присутствием белого и красного оттенков.
- Уцуримоно (яп. 写り物) — уникальная разновидность чёрного оттенка с наличием разноцветных пятен.
- Бэкко (яп. べっ甲 Бэкко:) — карп кои, который имеет основной красный, оранжевый, белый или жёлтый оттенки с равномерным расположением тёмных пятен.
- Тантё (яп. 丹頂 Тантё:) — разновидность карпов кои с присутствием красного пятна в области головы. Высокую оценку получили особи, которые имеют пятно, близкое по форме к геометрии круга.
- Асаги (яп. 浅黄) — карпы кои, которые отличаются синеватой или серой чешуёй в области спины, а также красным или жёлтым оттенком живота.
- Сюсуй (яп. 秋翠 Сю:суй) — уникальная разновидность зеркального карпа с двумя рядами крупных чешуек, которые расположены от головы и до хвоста рыбы.
- Коромо (яп. 衣) — рыбки, которые можно спутать с разновидностью кохаку, но красные и чёрно-красные пятна заключены в тёмную окантовку.
- Кингинрин (яп. 金銀鱗) — рыбки, которые характеризуются различной окраской тела с присутствием перламутрового или золотистого отлива, что связано со спецификой строения чешуи.
- Каваримоно (яп. 変わり物) — представители видов, которые трудно отнести к каким-либо видовым стандартам.
- Огон (яп. 黄金 О:гон) — карпы кои, которые отличаются преимущественно однотонной расцветкой тела, при этом, встречаются особи с абсолютно различной раскраской, включающей красный, оранжевый, жёлтый, а также серый оттенки.
- Хикари-моёмоно (яп. 光模樣者) — обобщённое название декоративных рыбок, в раскраске которых присутствуют металлические тона.
- Госики (яп. 五色) — разновидность карпов кои, в которых преобладает чёрный цвет с вкраплениями различных оттенков.
- Кумонрю (яп. 九紋竜 Кумонрю:) — «рыба-дракон» чёрного оттенка, на теле которой рассредоточены пятна белого цвета различного размера.
- Дойцу-гои (яп. ドイツ鯉) — разновидность рыб, которая не имеет чешуи вообще или у которых чешуя присутствует только в виде нескольких рядов достаточно крупных чешуек.